# Alberto J. Pani
Alberto José Pani Arteaga (ur. 12 czerwca 1878 w Aguascalientes, zm. 25 sierpnia 1955 w Meksyku) – meksykański polityk, inżynier budownictwa i ekspert w dziedzinie polityki gospodarczej. W okresie porewolucyjnym piastował różne stanowiska, m.in. sekretarza przemysłu, handlu i pracy, sekretarza finansów, sekretarza stosunków zagranicznych, a także ambasadora Meksyku we Francji i w Hiszpanii.